# Листки відмови
«Листки відмови» — комічний вірш американського письменника  Айзека Азімова, написаний в 1959 році. Він увійшов у збірки «Дев'ять завтра» (1959) та «Наукова фантастика Азімова» (1986).
Вірш ілюструє три різні підходи найвпливовіших редакторів в науковій фантастиці на той час (Джона Кемпбелла з «Astounding», Горація Голда з «Galaxy Science Fiction» та Ентоні Бучера з «Fantasy & Science Fiction»), коли вони мали відмовити автору. Кемпбелл надсилав довгий і пишномовний аналіз, Ґолд образливу записку, а листок відмови Бучера був таким лагідним, що автор не міг зрозуміти чи відмовили йому чи ні.